# Nas
Nasir bin Olu Dara Jones je ameriški reper in igralec. Bolj je znan po umetniškem imenu Nas (ali Nasty Nas). *14. september 1973. Znan je kot ena najpomembnejših oseb v Hip Hopu, in tudi eden najspretnejših in najvplivnejših raperjev vseh časov. Leta 1994 je izdal album Illmatic pod Columbia Records. Kritiki in oboževalci so častili Illmatic kot klasiko Hip Hopa. MTV ga je uvrstil na 5. mesto na svojem Seznamu najboljših MC-jev (Raperjev) vseh časov. Administratorji spletne strani about.com so ga uvrstili na 4. mesto na njihovem seznamu Top 50 MC-jev našega časa (1987-2007). S tem je postal najbolje uvrščeni raper svoje generacije (pred The Notorious B.I.G.-om, Jay-Zem in 2Pac-om).
Nas je bil član Hip Hop skupine The Firm, ki je izdala le en album. Je sin jazzovskega glasbenika Olu Dara.
Od leta 2001 do 2006 je bil Nas udeležen v zelo popularni 'Hip Hop vojni' z reperjem Jay-Z-om. Oba raperja sta se verbalno napadala v svojih pesmih. Kasneje sta končala svoje rivalsto skozi skupne  nastope na koncertih, ki so jih sponzorirale Hip Hop radio postaje iz okolice New Yorka. Leta 2008 je odšel v založbo Def Jam, s katero je leta 2006 izdal album Hip Hop Is Dead in nepoimenovan album leta 2008. Leta 2010 je izdal kolaboracijski album z Damian Marleyom. Leta 2012 je idal svoj 10. album, Life is Good.

## Diskografija

### Studijski albumi
- Illmatic (1994)
- It Was Written (1996)
- I Am... (1999)
- Nastradamus (1999)
- Stillmatic (2001)
- God's Son (2002)
- Street's Disciple (2004)
- Hip Hop Is Dead (2006)
- Untitled(2008)
- Life Is Good (2012)

### Kolaboracijski albumi
- The Firm: The Album (z The Firm) (1997)
- Distant Relatives (z Damian Marley´(2010)
- Nas.Com (s Common) (2012)

### Kompilacijski Albumi
- QB's Finest (z več umetniki) (2000)
- From Illmatic to Stillmatic: The Remixes (2002)
- The Lost Tapes (2002)
- Greatest Hits (2007)
- The Lost Tapes: Vol. 2 (2012)

## Filmografija
| Film/Televizija | Film/Televizija | Film/Televizija          | Film/Televizija |
| Leto            | Film            | Vloga                    |                 |
| --------------- | --------------- | ------------------------ | --------------- |
| 1998            | Belly           | Sincere                  |                 |
| 1999            | In Too Deep     | Drug Dealer (uncredited) |                 |
| 2001            | Ticker          | Det. Art "Fuzzy" Rice    |                 |

## Nagrade/Nominacije
- Grammy Nagrade
  - 2010, Najboljši Rap Nastop Duo Skupine: "Too Many Rappers" Nominiran
  - 2009, Najboljši Rap Solo Nastop: "N*gger" Nominiran
  - 2009, Najboljši Rap Album: (Nas) Nominiran
  - 2008, Najboljši Rap Album: (Hip-Hop Is Dead) Nominiran
  - 2008, Najboljši Rap Nastop: "Best Than I Ever Been" Nominiran
  - 2003, Najboljši Rap Nastop Duo Skupine: "The Essence" Nominiran
  - 2003, Najboljši Kratko-Oblikovan  Video Spot: "One Mic" Nominiran
  - 2000, Najboljši Rap Album: (I Am) Nominiran
  - 1997, Best Rap Solo Performance: "If I Ruled the World" Nominiran

- MTV Video Music Nagrade
  - 2005, Najboljpi Hip-Hop Video: "Bridging the Gap" Nominiran
  - 2003, Najboljši Rap Video: "I Can" Nominiran
  - 2003, Najboljši Rap Video: "Thug Mansion" Nominiran
  - 2002, Video Leta: "One Mic" Nominiran
  - 2002, Najboljši Rap Video: "One Mic" Nominiran
  - 1999, Najboljši Rap Video: "Hate Me Now" Nominiran

1. ↑  Encyclopædia Britannica
2. ↑  AllMusic — 1991.